# Xanthorhoe mnesichola
Xanthorhoe mnesichola är en fjärilsart som beskrevs av Edward Meyrick 1887. Xanthorhoe mnesichola ingår i släktet Xanthorhoe och familjen mätare. Inga underarter finns listade i Catalogue of Life.